# Bruszczewo
Bruszczewo (prononciation : [bruʂˈt͡ʂɛvɔ]) est un village polonais de la gmina de Śmigiel dans le powiat de Kościan de la voïvodie de Grande-Pologne dans le centre-ouest de la Pologne.
Il se situe à environ 5 kilomètres à l'est de Śmigiel (siège de la gmina), à 9 kilomètres au sud-ouest de Kościan (siège du powiat) et à 49 kilomètres au sud-ouest de Poznań (capitale régionale).

## Histoire
De 1975 à 1998, le village faisait partie du territoire de la voïvodie de Leszno.

Depuis 1999, Bruszczewo est situé dans la voïvodie de Grande-Pologne.